# Кукул
Кукул — гора в Українських Карпатах, на північ від масиву Чорногора. Розташована в межах Надвірнянського району Івано-Франківської області та (частково) Рахівського району Закарпатської області.
Висота гори 1539 м над рівнем моря. Західні та північно-східні схили гори дуже круті. Верхівка гори поросла смереками. Біля гори розташована однойменна полонина Кукул, Закукул та Лабєска.
На північ від гори розташоване селище Ворохта та село Вороненка, на північний захід — село Лазещина та селище Ясіня.
На південному заході від гори бере початок річка Форещанка, ліва притока Пруту.
На північно-східних схилах гори бере початок потік Гаврилець Великий.

## Часи Першої світової війни
На горі є старе кладовище німецьких солдатів, що загинули під час Першої світової війни. Поблизу Кукула стоять бетонні конструкції також з часів Першої світової війни, — свідчення боїв, які там велися. Також є залишки угорської батареї з часів Першої світової війни.

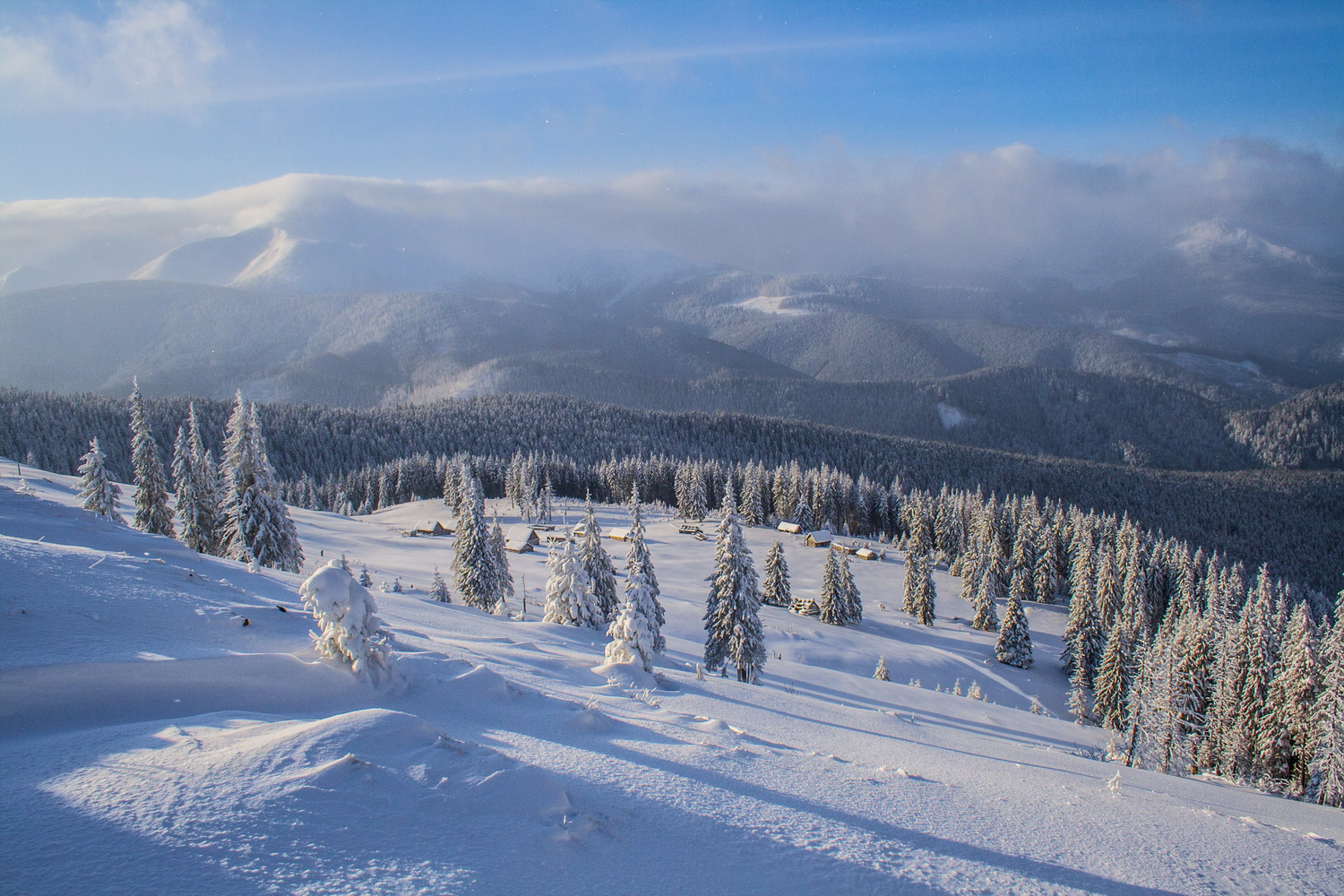
Зимовий вид із Кукула

## Пішохідні маршрути
На гору Кукул існує кілька маркованих пішохідних маршрутів:

1. Ворохта — Кукул (через г. Осередок), протяжність 12 км, перепад висот 800 м.

2. Вороненка — Кукул (через г. Під-Бердя), протяжність 13 км, перепад висот 720 м.

3. КПП «Чорногора» (Завоєла) — Кукул, протяжність 7 км, перепад висот 580 м.

## Галерея

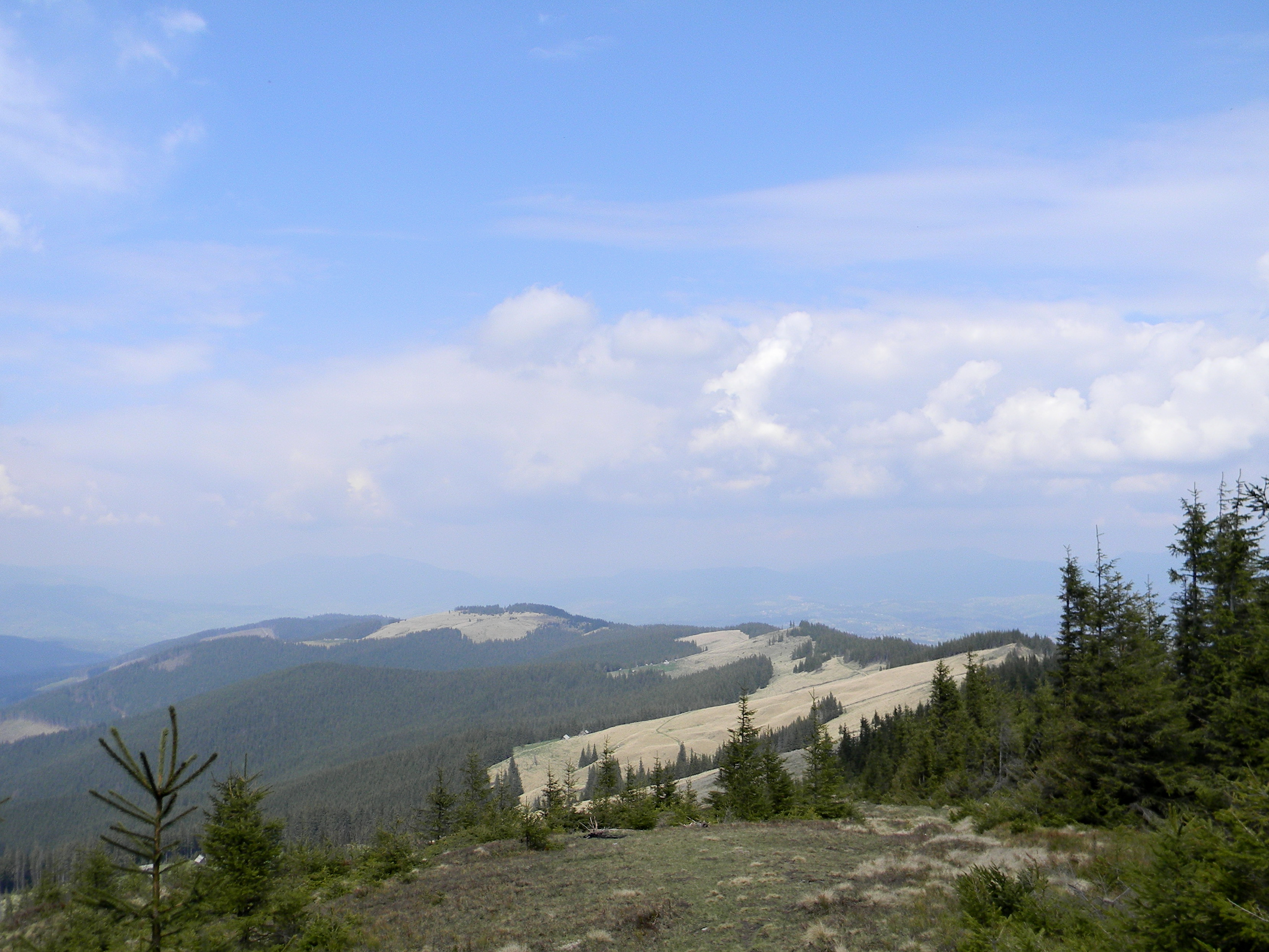
Хребет Кукул
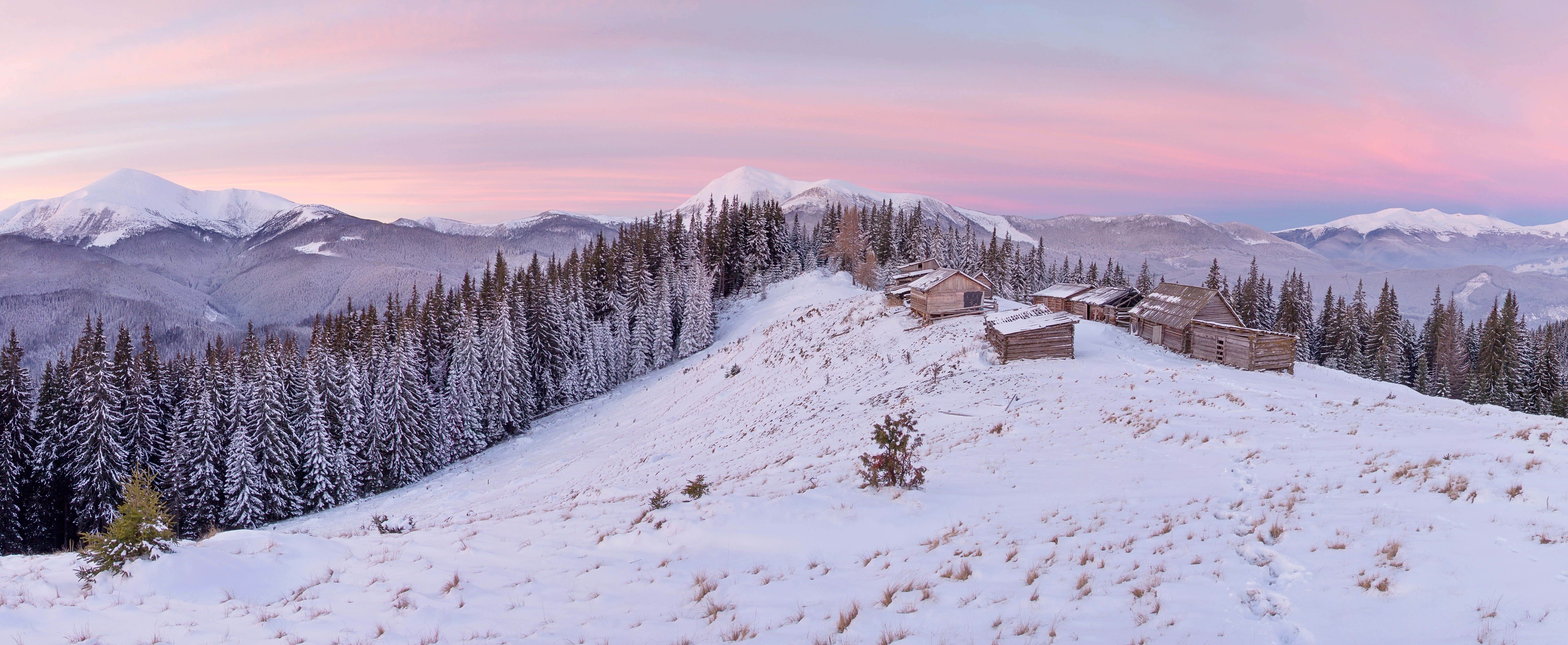
Зимовий Кукул
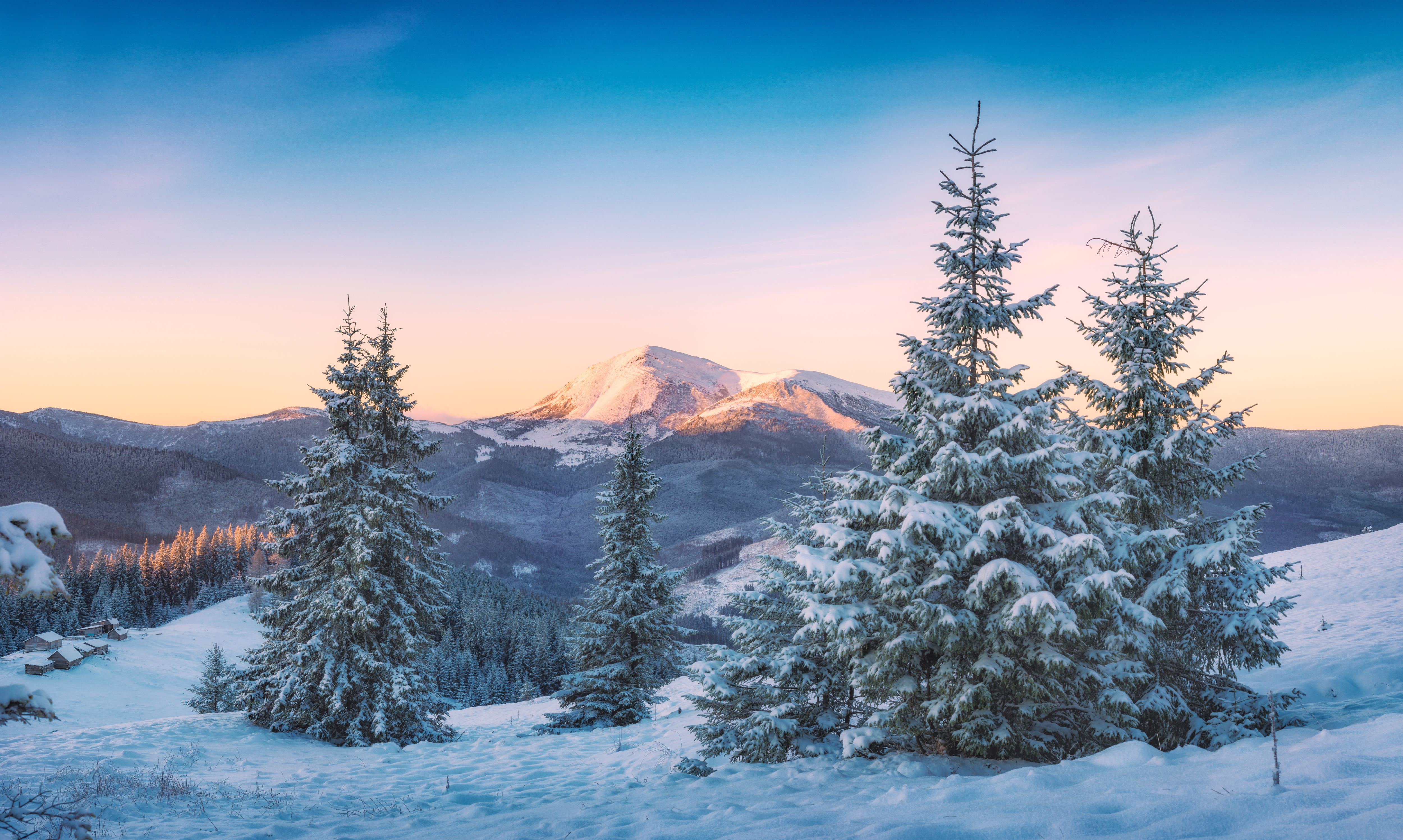
Ранок на засніженому Кукулі
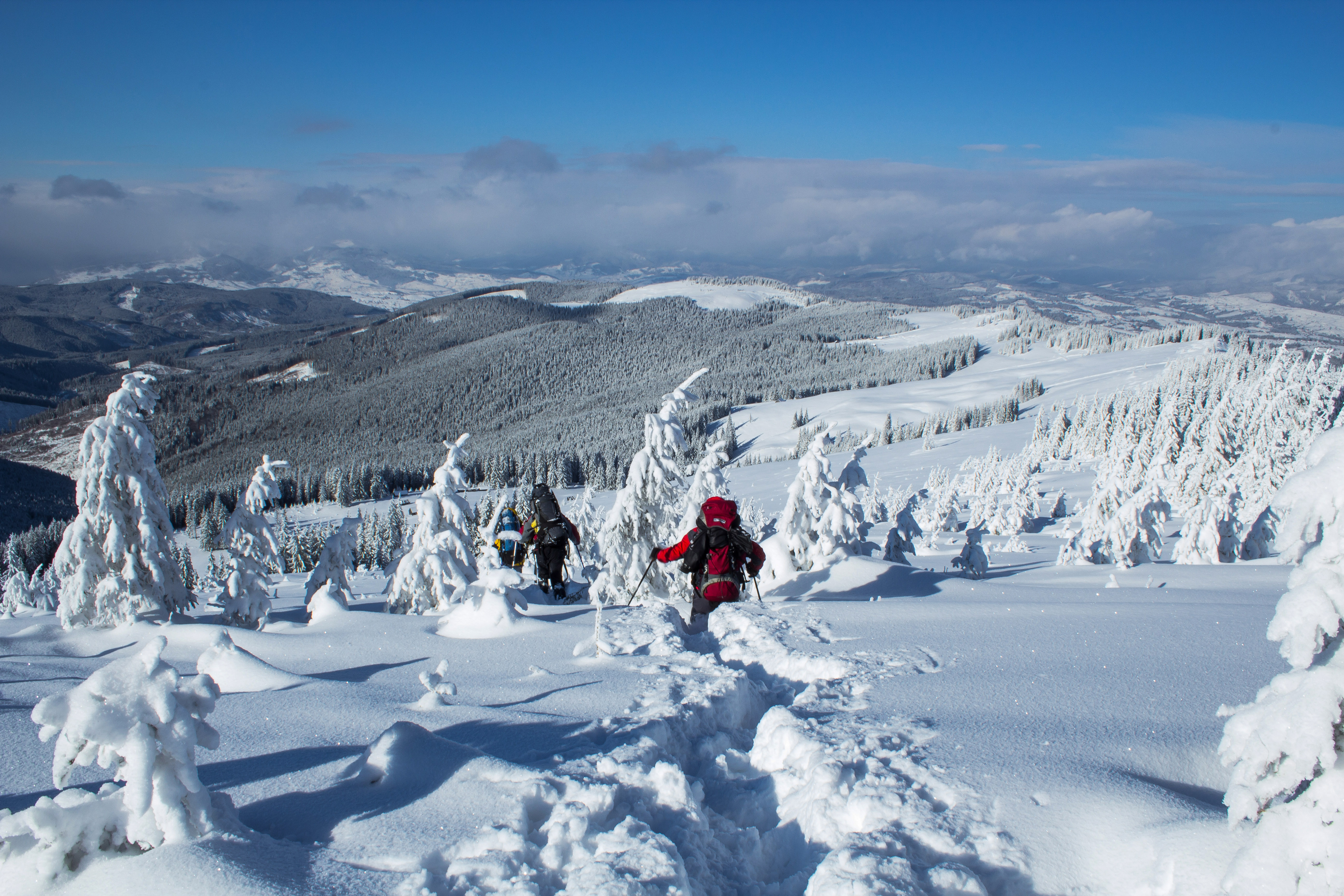
Сніг
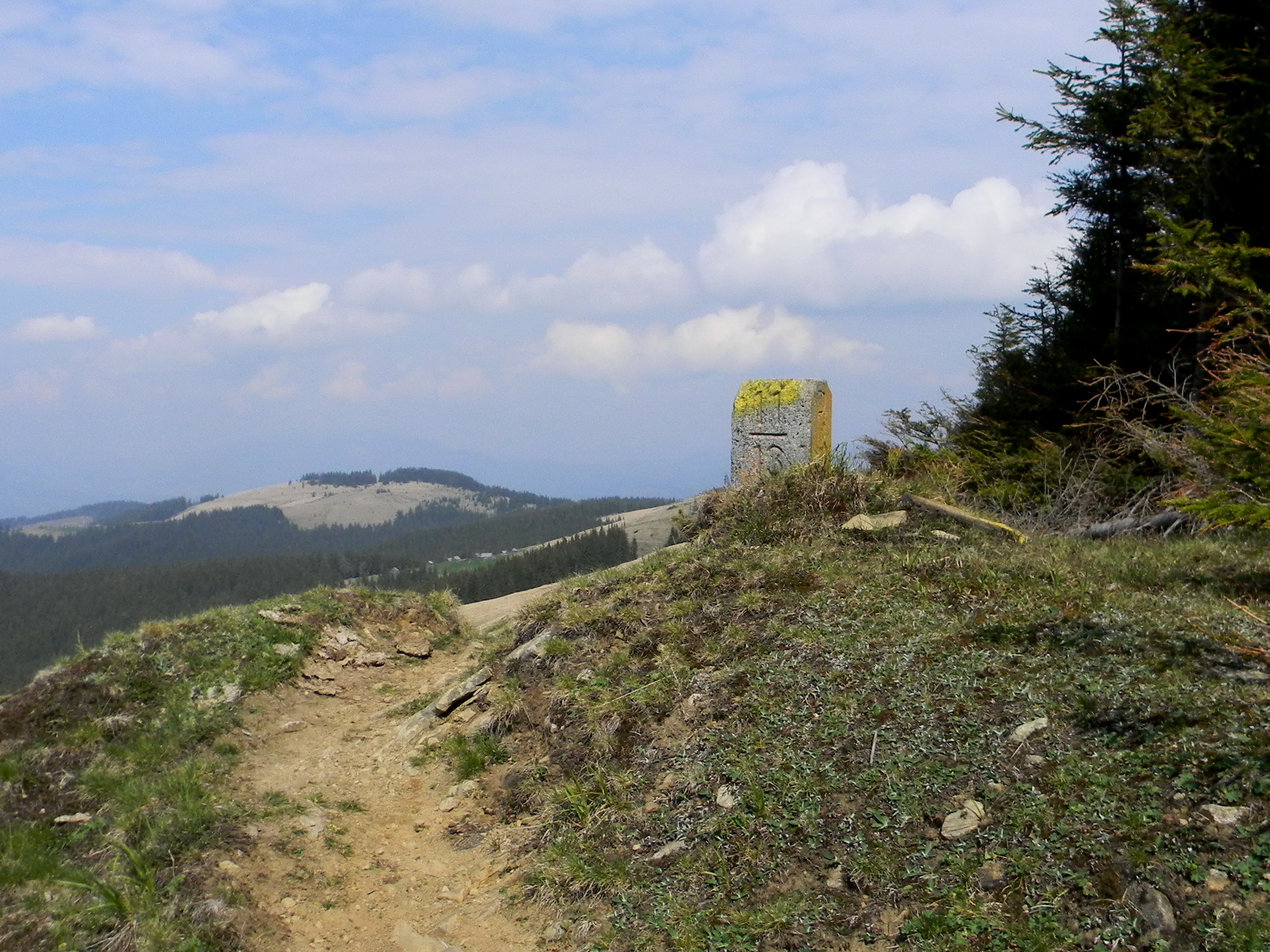
Давній прикордонний ствпчик на Кукулі
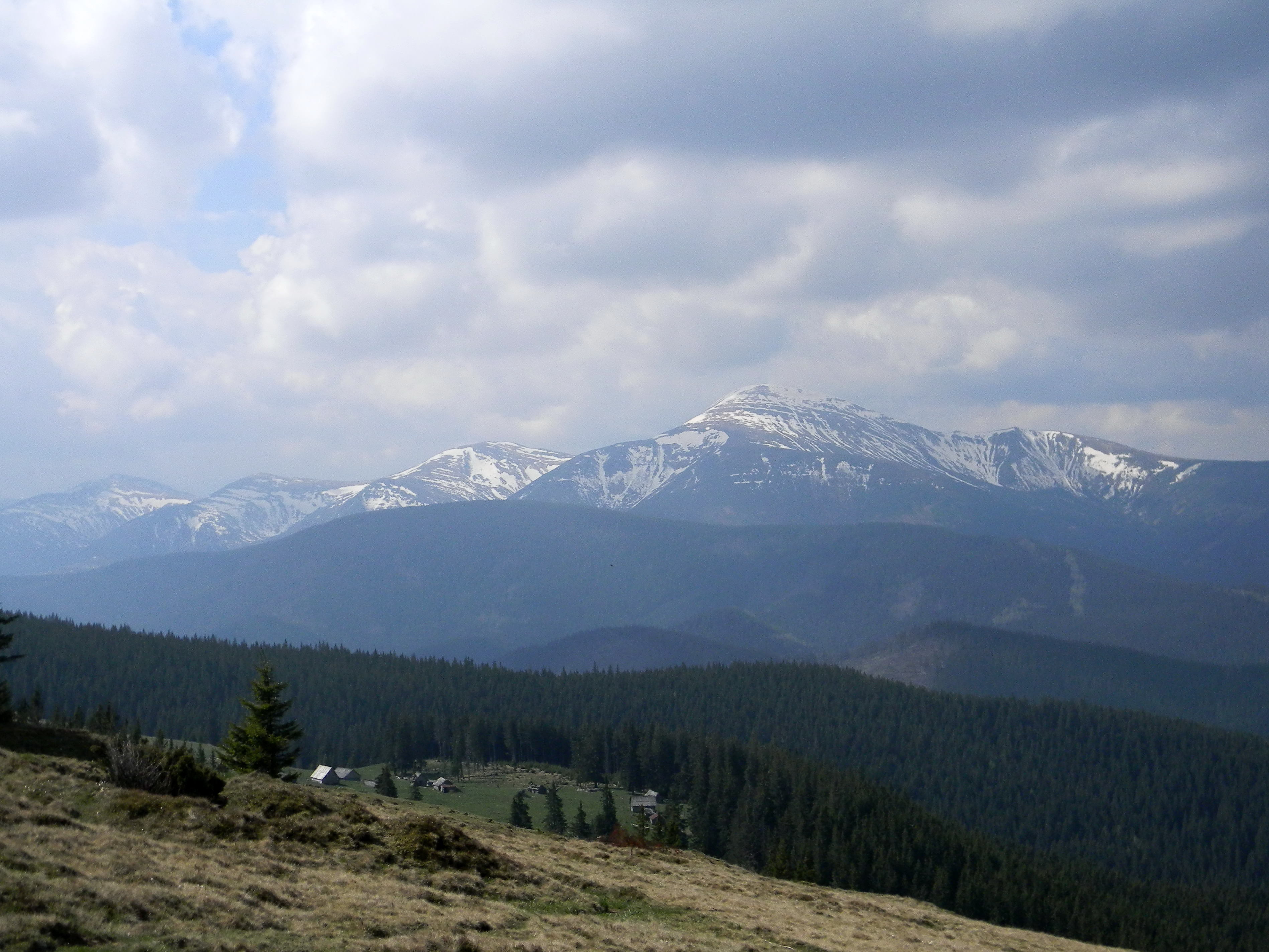
Вид з Кукула на Говерлу
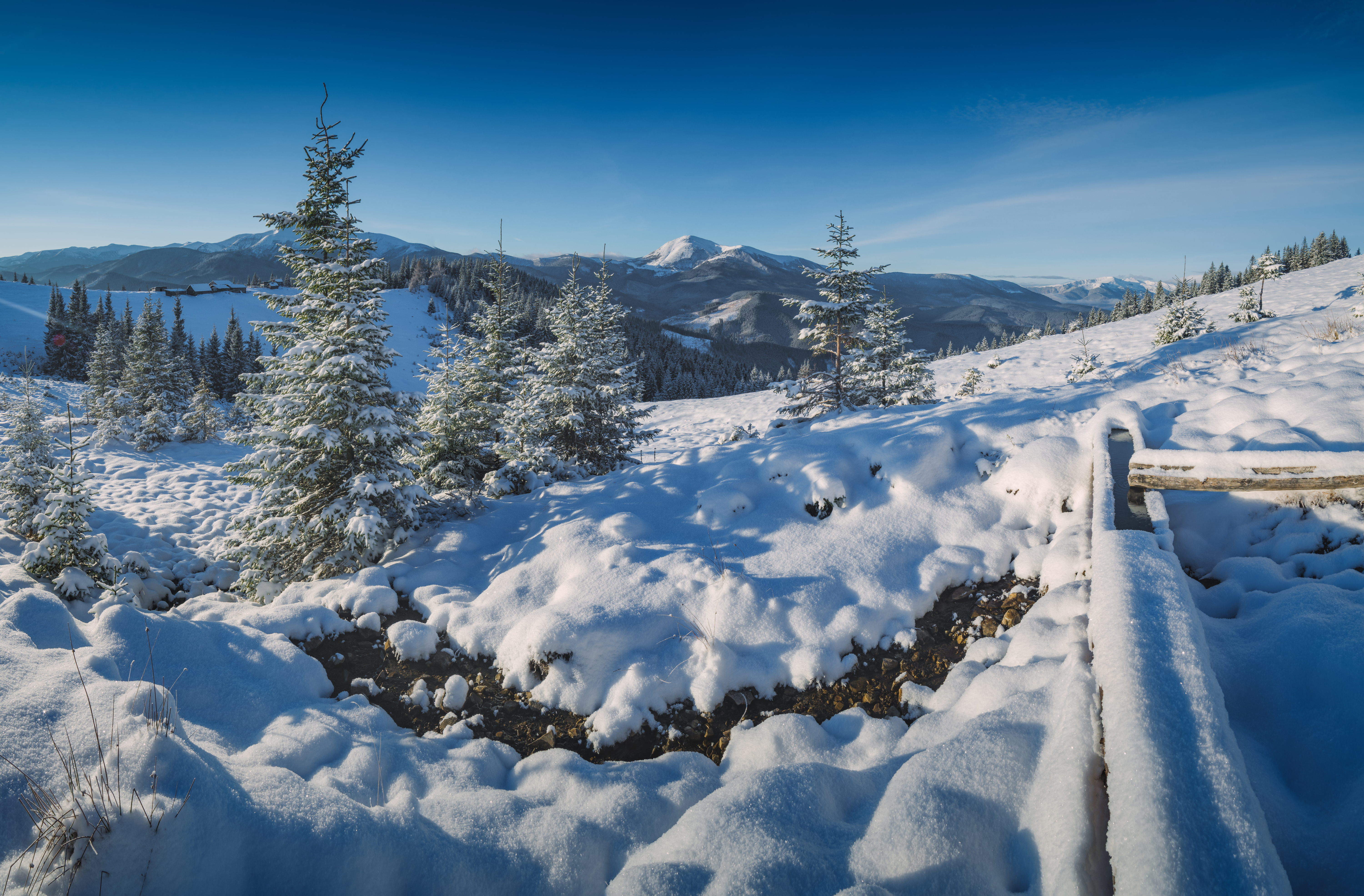
Петрос з зимового Кукула
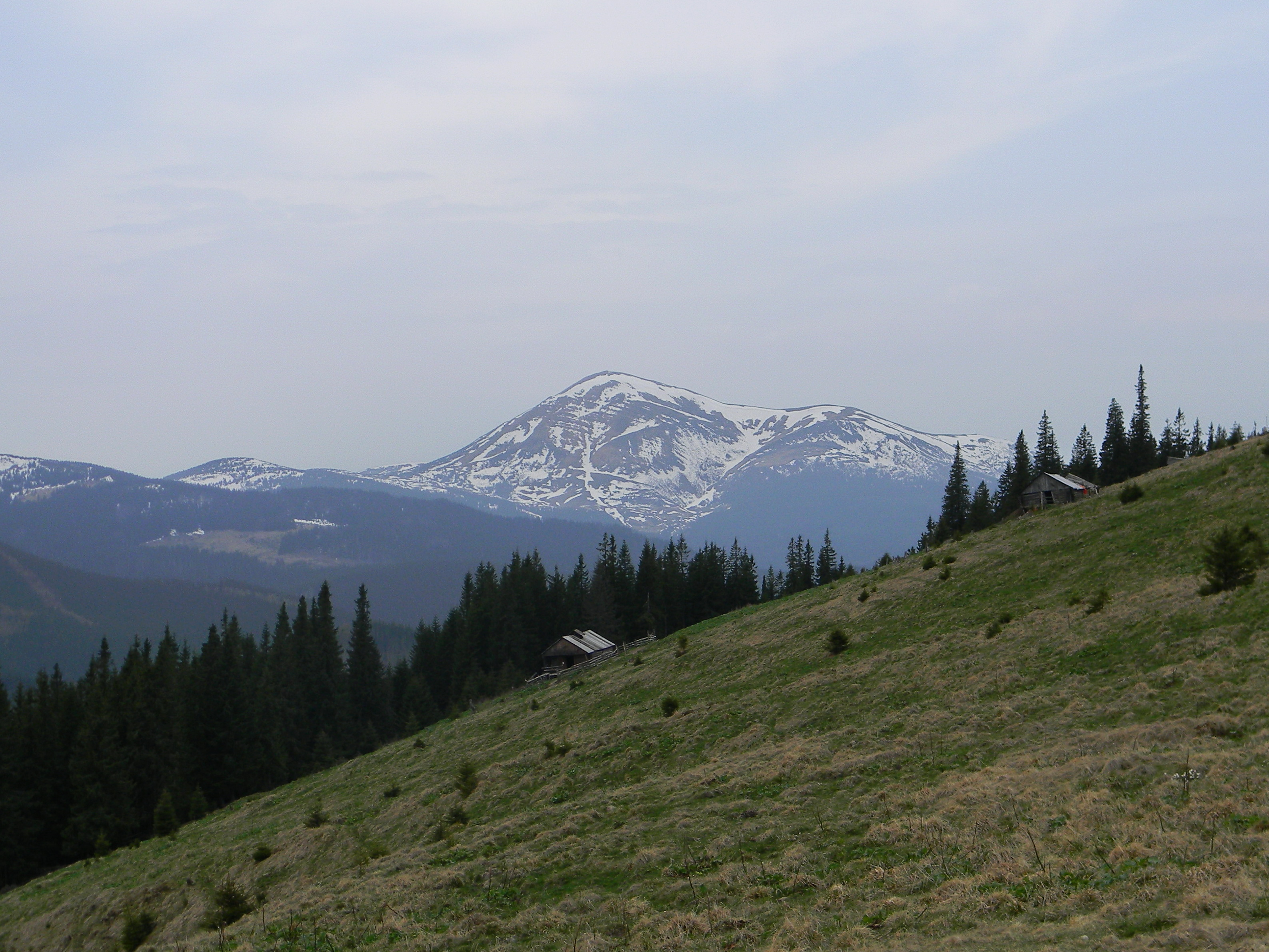
Петрос, вид з Кукула